# Brett Haley
Brett Haley est un réalisateur américain.

## Filmographie
- 2010 : The New Year
- 2015 : I'll See You in My Dreams
- 2017 : The Hero
- 2018 : Hearts Beat Loud
- 2020 : Tous nos jours parfaits (All the Bright Places)
- 2020 : All Together Now

## Récompenses et distinctions
- (en) Brett Haley: Awards, sur l'Internet Movie Database